# Cimetière d'Oaklands
Ne doit pas être confondu avec Oakland Cemetery.
Le cimetière d'Oaklands (en anglais : Oaklands Cemetery) est un cimetière fondé en 1854 à West Chester, en Pennsylvanie.
Le compositeur Samuel Barber, le général Smedley Butler et le sociologue William H. Whyte y sont notamment enterrés.